# І Юаньцзі
І Юаньцзі (*易元吉, 1000 —1064) — китайський художник-анімаліст часів династії Сун.

## Життєпис
Народився у м. Чанша (сьогодні провінція Хунань). Про його життя мало відомостей. Значний час він проводив, бллукаючи місцинами, спостерігаючи за рослинами та тваринами. Водночас служив вчителем-наставником в конфуціанському храмі свого рідного міста. У 1064 його два рази запрошували за наказом імператора Їн-цзуна до імператорського двору для виконання живописних робіт, зокрема розписував ширми для імператорських аудієнцій. Останньою роботою, розпочатою І Юаньцзянем, стала «Картина ста гібонів», яку замовив імператор. Проте художник помер, намалювавши лише кілька гібонів. За деякими відомостями його було отруєно заздрісними придворними художниками.

## Творчість
Усього з доробку І Юаньцзі відомо про 20 робіт. Частіше за все він зображував мав, оленів, котів. В цьому художник досяг неперевершеного мистецтва. Найбільш відомими є: «Три мавпи на старій гілці», «Мавпа сидить на землі і тримає кішку на грудях, інша кішка спостерігає», «Гібони і олень», «Бамбук і кролики».